# Proba castității

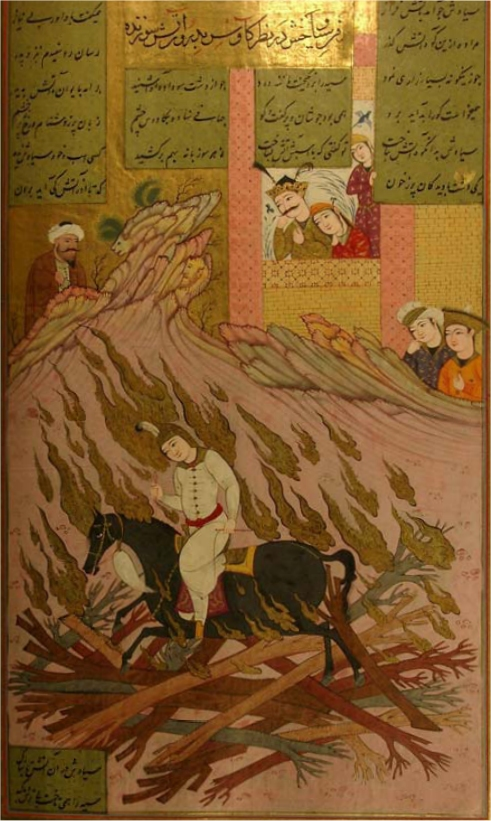
Proba focului la care este supus prințul Siyawush

Proba castității era proba prin care se căuta dovedirea castității, abstinenței sexuale, credinței față de soț sau soție.
Această probă putea consta din metode medicale, magice sub forma unor procedee practice care căutau să exprime voia Domnului. Aceste metode se împleteau cu elemente morale, religioase și psihologice, pregnate de rolul elementelor sexuale dintre bărbat și femeie.
Pentru proba castității se foloseau în culturile vechi metode sângeroase, proba focului, sau examinări unor modificări a corpului care ar fi fost provocate de un act sexual.
Pentru dovedirea nevinovăției și eliminarea minciunii se apela la magie și ajutor divin.